# Tito Quíncio Peno Cincinato
Tito Quíncio Peno Cincinato (em latim: Titus Quinctius Pennus Cincinnatus) foi um político da gente Quíncia nos primeiros anos da República Romana eleito cônsul por duas vezes, em 431 e 428 a.C., com Cneu Júlio Mentão e Aulo Cornélio Cosso respectivamente. Foi ainda tribuno consular em 426 a.C.. Era filho de Lúcio Quíncio Cincinato, ditador romano em 458 e 439 a.C., e irmão de Cesão Quíncio e de Quinto Quíncio Cincinato, tribuno consular em 415 e 405 a.C..

## Primeiro consulado (431 a.C.)
Durante seu primeiro mandato, servido com Cneu Júlio Mentão, os volscos e équos atacaram novamente os romanos e, como sempre, acamparam perto do monte Algido. O Senado, temendo um desacordo entre os dois cônsules, como já acontecera antes, decide entregar a campanha militar a um ditador, cuja escolha foi deixada a cargo de Tito Quíncio, que nomeou seu genro, Aulo Postúmio Tuberto, que tinha a fama de ser um comandante severo e decidido.
Postúmio encarregou a defesa da cidade a Cneu Júlio e o comando dos dois exércitos a Cincinato. Os romanos então marcharam contra os inimigos, infligindo-lhes uma dura derrota.

## Segundo consulado (428 a.C.)
Tito Quíncio foi eleito novamente em 428 a.C., desta vez com Aulo Cornélio Cosso. Durante seu mandato, Roma sofreu novamente uma crise de abastecimento e a irrupção de uma epidemia, o que favoreceu toda a sorte de superstições pela cidade:
| “ | Não apenas os corpos foram infectados, mas também as mentes, sugestionadas por rituais mágicos de todos os tipos, de origem majoritariamente estrangeira, pois especulavam sobre as almas das vítimas de superstições com suas predições e conseguiam introduzir nas residências estranhas cerimônias sacrificiais; até que o escândalo tornou-se público, não se percebeu que os homens mais proeminentes da cidade participavam, quando se viu que em todos os bairros e até nos menores templos estavam oferendas de sacrifícios expiatórios, estrangeiros e insólitos, implorando pela benevolência dos deuses. Por isso, eles [os cônsules] ordenaram que os edis controlassem que não se venerassem divindades não romanas e que os ritos fossem somente os que lhes legaram seus pais | ” |
|   | — Lívio, Ab Urbe condita IV, 2, 30. |   |

Os veios se aproveitaram da situação e realizaram vários raides em território romano, uma ação que só seria vingada no ano seguinte.

## Tribuno consular
Em 426 a.C., Tito Quíncio foi nomeado tribuno consular com Caio Fúrio Pácilo Fuso, Marco Postúmio Albo Regilense e Aulo Cornélio Cosso e o grupo teve que enfrentar a guerra contra Veios.
Depois do alistamento, enquanto os outros três tribunos conduziam o exército em território etrusco, Aulo Cornélio Cosso ficou encarregado de guardar Roma. O resultado do confronto foi negativo para Roma, sobretudo pela incapacidade dos três tribunos de coordenarem suas próprias ações.
Em Roma, a notícia da derrota foi recebida com grande temor, tanto que o Senado decidiu nomear um ditador, recorrendo pela terceira vez à experiência de Mamerco Emílio Mamercino. Tito Quíncio atuou como legado na campanha do ditador. Depois, foi várias vezes processado pelos tribunos da plebe por seu comportamento no confronto, mas acabou sendo absolvido por causa dos bons serviços prestados aos ditadores Postúmio e Emílio.